# Cob
En cob är en specifik typ av häst som har en exteriör som är mer än väl lämpad för ridning. En cob är en robust och lågställd häst på runt 150 cm i mankhöjd. Ordet anses härstamma från England där Cob förut var ett gammalt uttryck för en vanlig häst som användes till vardagsridning. Ett gammalt talesätt sade att coben skulle ha "en kammarjungfrus huvud och en kokerskas präktiga bak". Före bilens tid fanns det en cob på nästan varje gård i England. Coben är ingen egen hästras utan snarare en typ men idag finns det flera raser som är av cobtyp bland annat Welsh cob och vissa typer av Tinkerhästen. 

## Historia
Det har aldrig funnits några speciella avelsprogram för coben om vilka raser som ska vara med och oftast är det slumpen som spelar in. Exakt när man började avla cobar är okänt, men redan under medeltiden avlades en mycket välkänd typ av stridshäst som kallades Destrierhäst och som var av tydlig Cob-typ. Men begreppet Cob härstammar från 1700-talets England där uttrycket användes för att beskriva en häst som användes till vardags- och nöjesridning. 
Irland har alltid varit välkända för sina cob-hästar och där ingår den irländska draghästen mycket ofta inom aveln. Grövre och tyngre hästar korsas ofta med ädlare raser som det engelska fullblodet för att få fram hästar av cob-typ.  
Förr brukade man kupera svansen på coben men 1948 antogs en lag i England som förbjöd det, men i shower och uppvisningar speciellt för hästar av cob-typ brukar man stubba manen för att visa hästens kraftiga hals. 

## Egenskaper
Coben är en lågställd och kompakt häst med symmetrisk exteriör. Huvudet får inte vara för grovt utan ser ganska ädelt ut. De här hästtyperna är inte speciellt snabba och hästarna rids mest i trav på shower och utställningar. Man klipper oftast svansen kort och manen stubbas för att ge ett sportigt intryck, en tradition som härstammar från den tiden man kuperade svansarna. 
I showringen finns tre klasser för cobhästarna. En för lättare, en för tyngre och en för arbetande hästar. Men hästen får inte understiga 148 cm eller överstiga 155 cm i mankhöjd. Coben ska vara stadig, lättriden och ha en bra hoppförmåga i förhållande till storleken. En cob är dessutom lättfödd och billig i drift då vissa korsningar, speciellt de med Irish draught, inte mår bra av för stora fodergivor och de behöver betydligt mindre foder än vissa varmblodshästar eller fullblodshästar.
Coben är utmärkt för ridning men passa även som körhäst.